# Pn接合
pn接合（pnせつごう、pn junction）とは、半導体中でP型半導体の領域とN型半導体の領域が接している部分を言う。整流性、エレクトロルミネセンス、光起電力効果などの現象を示すほか、接合部には電子や正孔の不足する空乏層が発生する。これらの性質がダイオードやトランジスタを始めとする各種の半導体素子で様々な形で応用されている。またショットキー接合の示す整流性も、pn接合と原理的に良く似る。

## 熱平衡状態（ゼロバイアス）

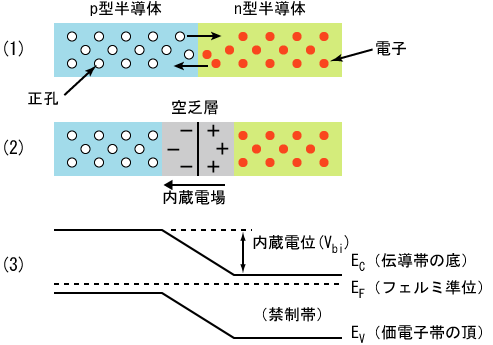
熱平衡状態のpn接合とバンド構造の模式図

p型とn型の半導体を接合した瞬間では、n型側の多数キャリアである伝導電子とp型側の多数キャリアである正孔がそれぞれ拡散することで拡散電流が生じる。
電子と正孔が再結合により消滅すると、接合部付近にキャリアの少ない領域（空乏層）が形成される。接合の両側で電子と正孔の密度は異なるため、拡散電流が流れる。
空乏層のn型側では、本来存在する伝導電子が不足する一方で正電荷をもつドナーイオンが固定されているため、正に帯電する。一方で空乏層のp型側では、本来存在する正孔が不足する一方で負電荷をもつアクセプターイオンが固定されているため、負に帯電する。その結果、空乏層は正に帯電した層と負に帯電した層が重なり合った電気二重層を形成し、内蔵電場が生まれる。内蔵電場によって発生する静電ポテンシャルの差{\displaystyle V_{bi}}を拡散電位または内蔵電位(built-in potential)と言う。内部電場は電子と正孔をそれぞれn型、p型領域へ引き戻そうとする。内蔵電場の発生によってドリフト電流も発生する。
熱平衡状態では正味の電流はゼロであり、拡散電流とドリフト電流は釣り合っている。よってpn接合全体のフェルミ準位（化学ポテンシャル）は一定となる。

### 拡散電位
非縮退のp型半導体とn型半導体を階段型に接合した理想的な場合を考える。p型半導体中のアクセプター濃度を{\displaystyle N_{p,A}}、ドナー濃度を{\displaystyle N_{p,D}}とすると、{\displaystyle N_{p,D}<N_{p,A}}である。同様にn型半導体では{\displaystyle N_{n,A}<N_{n,D}}である。全ての不純物がイオン化していると仮定すると、p型半導体の正孔濃度{\displaystyle p_{p}}とn型半導体の電子濃度{\displaystyle n_{n}}は、
{\displaystyle p_{p}=N'_{A}=N_{p,A}-N_{p,D}}
{\displaystyle n_{n}=N'_{D}=N_{n,D}-N_{n,A}}
となる。この2つを接合したときの拡散電位はp型とn型それぞれの仕事関数の差であり、次のように与えられる。
{\displaystyle {\begin{aligned}V_{bi}&={\frac {1}{q}}\left[E_{g}-(E_{C}-E_{F})_{n-type}-(E_{F}-E_{V})_{p-type}\right]\\&={\frac {1}{q}}\left[kT\ln \left({\frac {N_{V}N_{C}}{n_{i}^{2}}}\right)-kT\ln \left({\frac {N_{C}}{N'_{D}}}\right)-kT\ln \left({\frac {N_{V}}{N'_{A}}}\right)\right]\\&={\frac {kT}{q}}\ln \left({\frac {N'_{D}N'_{A}}{n_{i}^{2}}}\right)\\\end{aligned}}}
ここで{\displaystyle E_{g}}はバンドギャップ、{\displaystyle E_{C}}は伝導帯の下端のエネルギー、{\displaystyle E_{V}}は価電子帯の上端のエネルギー、{\displaystyle N_{C}}と{\displaystyle N_{V}}は有効状態密度、{\displaystyle n_{i}}は真性キャリア密度である。
例えばシリコン（バンドギャップ1.17eV）のpn接合の場合、内蔵電位は0.6～0.7V程度となる。

### 空乏層の幅

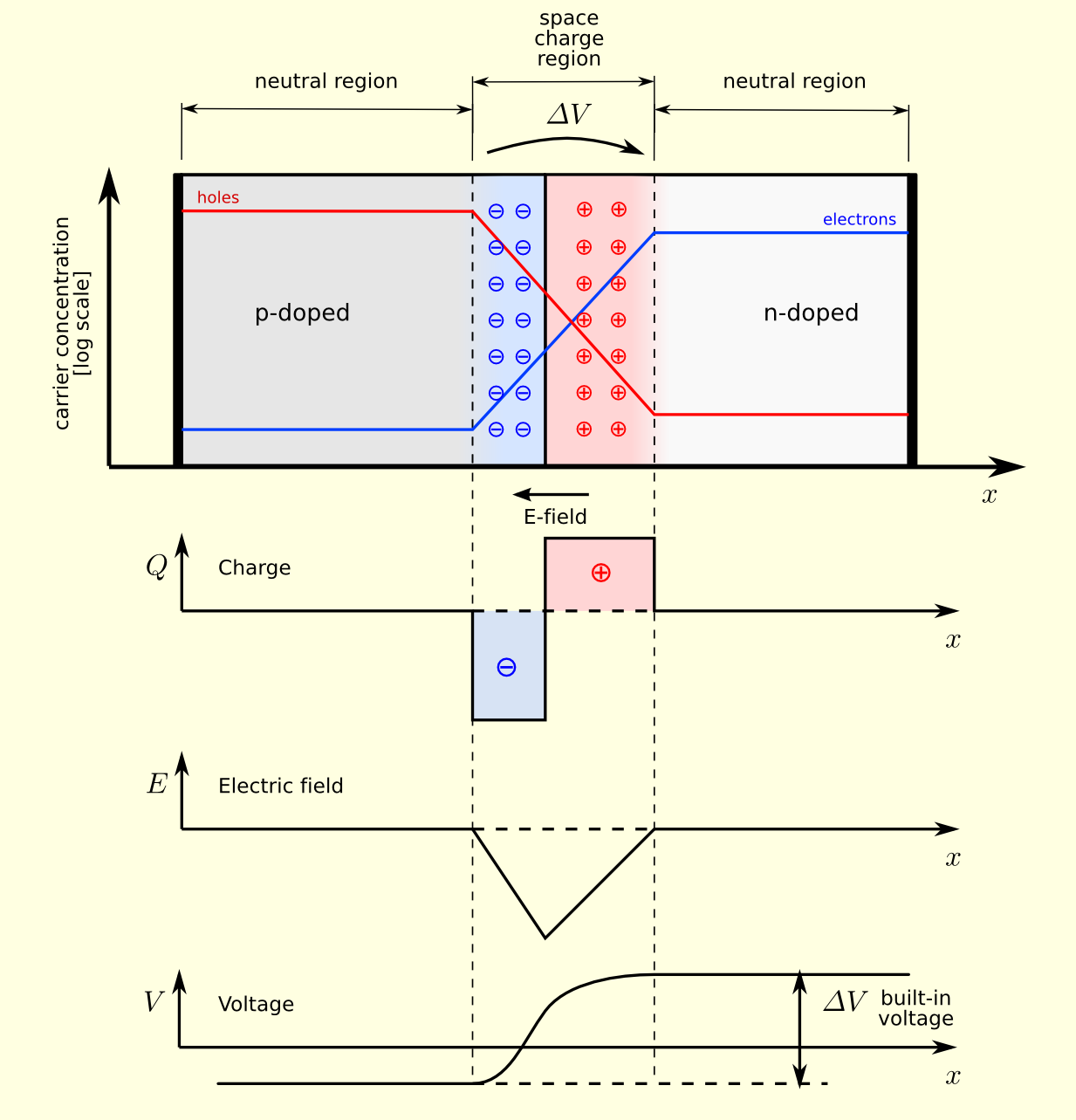

p型側の空乏層の幅を{\displaystyle x_{p}}、n型側の空乏層の幅を{\displaystyle x_{n}}とする。また空乏層では価電子帯の電子と伝導帯の正孔は存在しないと仮定する。つまり電荷密度{\displaystyle Q(x)}は、p型側ではアクセプターイオンの負電荷、n型側ではドナーイオンの正電荷によるものだけとする。空乏層の外側は電気的に中性である。
{\displaystyle Q(x)=0\quad \quad (x<-x_{p})}
{\displaystyle Q(x)=-qN'_{A}\quad (-x_{p}\leq x\leq 0)}
{\displaystyle Q(x)=qN'_{D}\quad (0<x\leq x_{n})}
{\displaystyle Q(x)=0\quad \quad (x_{n}<x)}
半導体の誘電率を{\displaystyle \epsilon _{s}}とすると、この電荷密度が作る電場は{\displaystyle {\frac {dE}{dx}}={\frac {Q}{\epsilon _{s}}}}を満たす。空乏層の端（{\displaystyle x=-x_{p},x_{n}}）では{\displaystyle E=0}であるため、
{\displaystyle E(x)=-{\frac {qN'_{A}}{\epsilon _{s}}}(x_{p}+x)\quad (-x_{p}\leq x\leq 0)}
{\displaystyle E(x)=-{\frac {qN'_{D}}{\epsilon _{s}}}(x_{n}-x)\quad (0<x\leq x_{n})}
内蔵電位{\displaystyle V_{bi}}は、p型側の端{\displaystyle x=-x_{p}}とn型側の端{\displaystyle x=x_{n}}との電位差である。
{\displaystyle V_{bi}={\frac {qN'_{A}}{2\epsilon _{s}}}x_{p}^{2}+{\frac {qN'_{D}}{2\epsilon _{s}}}x_{n}^{2}}
これと電荷中性条件{\displaystyle N_{A}x_{p}=N_{D}x_{n}}より、空乏層の幅{\displaystyle W}は次のように得られる。
{\displaystyle x_{p}={\sqrt {{\frac {2\epsilon _{s}}{q}}\left({\frac {N'_{A}}{N'_{D}(N'_{A}+N'_{D})}}\right)V_{bi}}}}
{\displaystyle x_{n}={\sqrt {{\frac {2\epsilon _{s}}{q}}\left({\frac {N'_{D}}{N'_{A}(N'_{A}+N'_{D})}}\right)V_{bi}}}}
{\displaystyle W=x_{p}+x_{n}={\sqrt {{\frac {2\epsilon _{s}}{q}}\left({\frac {N'_{A}+N'_{D}}{N'_{A}N'_{D}}}\right)V_{bi}}}}

## pn接合の電流-電圧特性

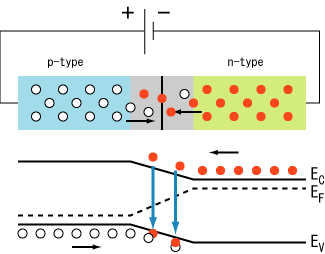
順方向バイアス時のpn接合ダイオード

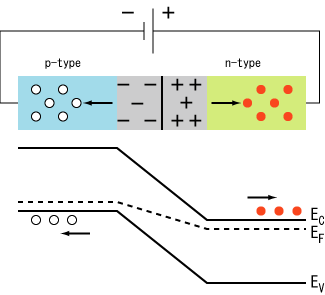
逆方向バイアス時のpn接合ダイオード

pn接合の電流(I)-電圧(U)特性。

pn接合は一方向にのみ電流を流しやすい性質があり、これを整流性という。pn接合ダイオードやトランジスタなど各種の半導体素子で利用される。

### 順方向バイアス時
pn接合に順方向バイアスを印加した場合を考える。順方向バイアスとは、p型側に正電圧を印加すること、つまり内蔵電位を小さくする方向に電圧をかけることと定義する。するとポテンシャルの釣り合いが崩れて拡散電流が増加し、電流が流れる。
電極からn型、p型それぞれの領域に注入された電子と正孔（多数キャリア）は接合領域にて再結合する。通常のシリコン・ダイオードの場合、接合面を通過してさらに10〜100μm程度の領域まで（少数キャリアとして）注入される。
キャリアが禁制帯を超えて再結合する時、再結合エネルギーを熱や光として放出する。この現象を利用したのが発光ダイオードや半導体レーザである。逆にいえば順方向電流を流すにはこの分の電圧（禁制帯幅が2電子ボルト(eV)なら、最低2V）を外部から与えてやる必要があることになる。ダイオードを順方向バイアスで用いる場合は、ここから不純物準位等を介した遷移による電圧の低下分を差し引き、また電極でのショットキー障壁による電位差や素子各部での抵抗損失を加えた電圧を与える必要があり、これを順方向電圧降下（または順方向降下電圧）と呼ぶ。順方向電圧降下はシリコンダイオードの場合は0.6〜0.7V程度、ショットキーバリアダイオードの場合で0.2Vである。発光ダイオードでは発光波長や出力によって異なり、1～5V程度になる。

### 逆方向バイアス時
pn接合に逆方向バイアスを印加した場合を考える。逆方向バイアスとは、n型側に正電圧を印加すること、つまりポテンシャル障壁を大きくする方向に電圧をかけることと定義する。すると、n型、p型領域それぞれに於いて、多数キャリア（電子と正孔）が少数キャリア（正孔と電子）の注入によって減少する。これによって空乏層幅が増大すると共に内蔵電位が大きくなり、内蔵電位の増加分が外部からの印加電圧と釣り合った所で平衡に達し、電流が止まる。
実際の素子では、逆バイアス状態でもドリフト電流によってわずかに逆方向電流が流れる。さらに逆方向バイアスを増してゆくと、ツエナー降伏やなだれ降伏を起こして急激に電流が流れるようになる。この時の電圧を（逆方向）降伏電圧と言う。

### 電流-電圧特性
空乏層を流れる電流密度{\displaystyle J}は、電子による部分{\displaystyle J_{n}}と正孔による部分{\displaystyle J_{p}}に分けることができる。空乏層でのキャリア生成と再結合を無視できると仮定すると、全電流密度{\displaystyle J}は空乏層の両端（{\displaystyle x=x_{n},x_{p}}）での電子と正孔による拡散電流の和となる。
{\displaystyle J=J_{n}(x_{p})+J_{p}(x_{n})}
ここでn型領域とp型領域の少数キャリアによる電流は拡散電流であるとする。また少数キャリア濃度{\displaystyle n_{p},p_{n}}は、定数である熱平衡キャリア部分{\displaystyle n_{p0},p_{n0}}と位置と時間に依存する過剰キャリア部分{\displaystyle \Delta n_{p},\Delta p_{n}}に分解できる。
{\displaystyle J_{n}(x_{p})=qD_{n}\left.{\frac {\partial n_{p}}{\partial x}}\right|_{x=x_{p}}=qD_{n}\left.{\frac {\partial \Delta n_{p}}{\partial x}}\right|_{x=x_{p}}}
{\displaystyle J_{p}(x_{n})=-qD_{p}\left.{\frac {\partial p_{n}}{\partial x}}\right|_{x=x_{n}}=-qD_{p}\left.{\frac {\partial \Delta p_{n}}{\partial x}}\right|_{x=x_{n}}}
{\displaystyle \Delta n_{p}}と{\displaystyle \Delta p_{n}}を求めるために連続の式を考える。電子と正孔の生成速度を{\displaystyle G_{n},G_{p}}とし、また電子と正孔の再結合速度は電子と正孔の寿命を{\displaystyle \tau _{n},\tau _{p}}として{\displaystyle R_{n}=\Delta n/\tau _{n}}、{\displaystyle R_{p}=\Delta p/\tau _{p}}と書けるため、連続の式は次のように書ける。
{\displaystyle {\frac {\partial n}{\partial t}}={\frac {\partial \Delta n}{\partial t}}={\frac {1}{q}}\left({\frac {\partial J_{n}}{\partial x}}\right)+G_{n}-{\frac {\Delta n}{\tau _{n}}}}
{\displaystyle {\frac {\partial p}{\partial t}}={\frac {\partial \Delta p}{\partial t}}=-{\frac {1}{q}}\left({\frac {\partial J_{p}}{\partial x}}\right)+G_{p}-{\frac {\Delta p}{\tau _{p}}}}
熱平衡では時間変化はゼロである。また電子と生成の生成を無視すると、
{\displaystyle 0=D_{n}{\frac {\partial ^{2}\Delta n(x.t)}{\partial x^{2}}}-{\frac {\Delta n}{\tau _{n}}}}
{\displaystyle 0=D_{p}{\frac {\partial ^{2}\Delta p(x.t)}{\partial x^{2}}}-{\frac {\Delta p}{\tau _{p}}}}
境界条件として空乏層から十分に離れたp型側、n型側では{\displaystyle \Delta n_{p}=\Delta p_{n}=0}、空乏層の両端{\displaystyle x=x_{p},x_{n}}では{\displaystyle \Delta n_{p}=n_{p}-n_{p0}=e^{qV/kT}}、{\displaystyle \Delta p_{n}=p_{n}-p_{n0}=e^{qV/kT}}として解くと、
{\displaystyle \Delta n_{p}=n_{p0}\left(e^{qV/kT}-1\right)e^{-(x-x_{n})/L_{n}}}
{\displaystyle \Delta p_{n}=p_{n0}\left(e^{qV/kT}-1\right)e^{-(x-x_{n})/L_{p}}}
ここで{\displaystyle L_{n}={\sqrt {D_{n}\tau _{n}}}}、{\displaystyle L_{p}={\sqrt {D_{p}\tau _{p}}}}は拡散長である。これらを代入すると、全電流密度は次のように与えられる。
{\displaystyle J=J_{n}+J_{p}=q\left({\frac {D_{n}n_{p0}}{L_{n}}}+{\frac {D_{p}p_{n0}}{L_{p}}}\right)\left(e^{qV/kT}-1\right)}
降伏していない領域におけるpn接合ダイオードの電流と電圧の関係は、Jo を逆方向飽和電流、qを電気素量、Vを電圧、nを理想ダイオード因子、kをボルツマン定数、Tを温度として
{\displaystyle J=J_{o}{\Big \{}\exp {\Big (}{\frac {qV}{nkT}}{\Big )}-1{\Big \}}}
のように表される。ここで n=1 としたものがpn接合の理想I-V特性である。

## pn接合と発光・受光
順バイアス時に於いて、pn接合領域でキャリアの再結合が発生する。この時、禁制帯幅が光子のエネルギーより大きければ、再結合に伴って光が放出される場合がある（発光再結合またはエレクトロルミネセンス）。これを応用した素子が発光ダイオードや半導体レーザである。
逆にpn接合領域に禁制帯幅よりも大きなエネルギーの光子などが入射すると、価電子帯から電子が励起されて伝導電子となり、内蔵電場に引かれてドリフト電流を増大させる、光起電力効果（内部光電効果）が発生する。これを応用した素子がフォトダイオードやフォトトランジスタ、太陽電池などである。
伝導帯の底と価電子帯の頂上の間を電子が一気に遷移する際に吸収・放出する光の波長との関係は、光子のエネルギーをE、プランク定数h、振動数ν、光速度c、波長λ、電荷素量e、禁制帯幅をEgとして
{\displaystyle E=h\nu =h{\frac {c}{\lambda }}=E_{g}}
の関係がある。
たとえばキャリアが2.200eV（電子ボルト）のエネルギーを一気に越えて発光再結合した場合、おおよその発光波長は
{\displaystyle \lambda ={\frac {hc}{E_{g}}}={\frac {6.626\times 10^{-34}\times 3.000\times 10^{8}}{2.200\times 1.602\times 10^{-19}}}=5.64\times 10^{-7}{\mbox{m}}=564{\mbox{nm}}}
の黄緑色と計算できる。
実際には、禁制帯から離れた準位からの遷移や、禁制帯中の不純物準位などを介した遷移も起こるため、発光スペクトルは多少の幅を持つ。これを誘導放出によって1つの波長に揃えるのが半導体レーザである。
なお一般に、発光ダイオードなどに光を当てても、ごく僅かだが光起電力が発生する。逆に、一般的なフォトダイオードや太陽電池に電圧を印加しても、禁制帯幅が小さいために赤外域での発光になったり、熱になって殆ど発光しない場合が多い（素子を破壊する可能性が高いので、安易に試すのは避けるべきである）。

## 主な応用
- 整流性：各種ダイオード、トランジスタ
- 空乏層：電界効果型トランジスタ、可変容量ダイオード
- 発光（エレクトロルミネセンス、発光再結合）：発光ダイオード、半導体レーザ
- 受光（内部光電効果、光起電力効果）：フォトダイオード、フォトトランジスタ、太陽電池